# Strychnos pseudoquina
Strychnos pseudoquina är en tvåhjärtbladig växtart som beskrevs av A. St. Hil.. Strychnos pseudoquina ingår i släktet Strychnos och familjen Loganiaceae. Inga underarter finns listade i Catalogue of Life.